# Hosejn Núrí
Hosejn Núrí (* 4. srpna 1990 Zandžán) je íránský zápasník – klasik.

## Sportovní kariéra
Zápasení se věnuje aktivně od 14 let. Specializuje se na řecko-římský styl. V íránské mužské reprezentaci se prosazuje od roku 2017 ve váze do 87 (85) kg.

## Výsledky
| Turnaj            | 2016 | 2017 | 2018 |  |
| Turnaj            | 26   | 27   | 28   |  |
| Turnaj            | -85  | -85  | -87  |  |
| ----------------- | ---- | ---- | ---- |  |
| Olympijské hry    | —    |      |      |  |
| Mistrovství světa |      | 3.   | úč.  |  |
| Asijské hry       |      |      | 1.   |  |
| Mistrovství Asie  | —    | 1.   | 1.   |  |